# Diócesis de Port Elizabeth
La diócesis de Puerto Elizabeth (en latín: Dioecesis Portus Elizabethen(sis) y en inglés: Roman Catholic Diocese of Port Elizabeth) es una circunscripción eclesiástica latina de la Iglesia católica en Sudáfrica, sufragánea de la arquidiócesis de Ciudad del Cabo. La diócesis tiene al obispo Vincent Mduduzi Zungu, O.F.M. como su ordinario desde el 2 de febrero de 2014.

## Territorio y organización
La diócesis tiene 71 828 km² y extiende su jurisdicción sobre los fieles católicos de rito latino residentes en parte de provincia del Cabo Oriental.
La sede de la diócesis se encuentra en la ciudad de Puerto Elizabeth (renombrada Gqeberha en 2021), en donde se halla la Catedral de San Agustín.
En 2019 en la diócesis existían 62 parroquias.

## Historia
El vicariato apostólico del Cabo de Buena Esperanza, Distrito Oriental fue erigido el 30 de julio de 1847 con el breve Quum ad utilitatem del papa Pío IX, obteniendo el territorio del vicariato apostólico del Cabo de Buena Esperanza (hoy arquidiócesis de Ciudad del Cabo).
El 15 de noviembre de 1850 cedió una porción de territorio para la erección del vicariato apostólico de Natal (hoy arquidiócesis de Durban) mediante el breve Pro apostolici muneris del papa Pío IX.
El 12 de junio de 1923 cedió una porción de territorio para la erección de la prefectura apostólica de Gariep (hoy diócesis de Aliwal) mediante el breve Quo christiani del papa Pío XI.
El 20 de febrero de 1929 cedió otra porción de territorio para la erección de la misión sui iuris de Queenstown (hoy diócesis de Queenstown) mediante el breve Ut Evangelium del papa Pío XI.
El 13 de junio de 1939 cambió su nombre por el de vicariato apostólico de Port Elizabeth.
El 11 de enero de 1951 el vicariato apostólico fue elevado a diócesis con la bula Suprema Nobis del papa Pío XII.

## Estadísticas
De acuerdo al Anuario Pontificio 2020 la diócesis tenía a fines de 2019 un total de 118 536 fieles bautizados.
| Año                                                                             | Población            | Población | Población      | Sacerdotes | Sacerdotes    | Sacerdotes    | Bautizados por sacerdote | Diáconos permanentes | Religiosos | Religiosos | Parroquias |
| Año                                                                             | Bautizados católicos | Total     | % de católicos | Total      | Clero secular | Clero regular | Bautizados por sacerdote | Diáconos permanentes | Varones    | Mujeres    | Parroquias |
| ------------------------------------------------------------------------------- | -------------------- | --------- | -------------- | ---------- | ------------- | ------------- | ------------------------ | -------------------- | ---------- | ---------- | ---------- |
| 1950                                                                            | 25 365               | 784 491   | 3.2            | 75         | 57            | 18            | 338                      |                      | 52         | 568        | 16         |
| 1969                                                                            | 50 748               | 717 500   | 7.1            | 85         | 73            | 12            | 597                      |                      | 39         | 563        | 39         |
| 1980                                                                            | 65 062               | 1 542 000 | 4.2            | 69         | 57            | 12            | 942                      |                      | 22         | 375        | 45         |
| 1990                                                                            | 79 233               | 1 824 233 | 4.3            | 49         | 40            | 9             | 1617                     | 5                    | 13         | 230        | 45         |
| 1999                                                                            | 92 596               | 2 542 596 | 3.6            | 47         | 39            | 8             | 1970                     | 5                    | 14         | 172        | 44         |
| 2000                                                                            | 92 731               | 2 546 000 | 3.6            | 46         | 39            | 7             | 2015                     | 5                    | 13         | 167        | 44         |
| 2001                                                                            | 93 119               | 2 693 119 | 3.5            | 45         | 39            | 6             | 2069                     | 5                    | 11         | 157        | 44         |
| 2002                                                                            | 98 179               | 2 698 179 | 3.6            | 42         | 36            | 6             | 2337                     | 4                    | 9          | 175        | 44         |
| 2003                                                                            | 98 648               | 2 698 648 | 3.7            | 47         | 39            | 8             | 2098                     |                      | 10         | 164        | 44         |
| 2004                                                                            | 98 800               | 2 698 800 | 3.7            | 45         | 36            | 9             | 2195                     | 14                   | 11         | 158        | 44         |
| 2013                                                                            | 111 200              | 2 985 000 | 3.7            | 57         | 34            | 23            | 1950                     | 29                   | 25         | 111        | 43         |
| 2016                                                                            | 111 944              | 2 842 556 | 3.9            | 58         | 32            | 26            | 1930                     | 27                   | 28         | 98         | 43         |
| 2019                                                                            | 118 536              | 2 900 000 | 4.1            | 62         | 29            | 33            | 1911                     | 26                   | 33         | 116        | 62         |
| Fuente: Catholic-Hierarchy, que a su vez toma los datos del Anuario Pontificio. |                      |           |                |            |               |               |                          |                      |            |            |            |

### Vida consagrada
En el territorio de la diócesis desempeñan su labor carismática los siguientes institutos de vida consagrada y sociedades de vida apostólica: los Carmelitas de María Inmaculada, la Congregación del Oratorio de San Felipe Neri, la Congregación de los Hermanos Maristas, la Orden de los Hermanos Menores Capuchinos, la Orden de Frailes Menores (observantes), las Hermanas de Nazareth, las Dominicas de Nuestra Señora del Rosario y de Santa Catalina de Siena, la Congregación de Santa Catalina de Siena de King William's Town, la Congregación de Nuestra Señora de la Caridad del Buen Pastor, la Pequeña Compañía de María, las Hermanas Misioneras de la Asunción y las Hermanas de la Misericordia.
Algunos de esos institutos o sociedades se originaron en la arquidiócesis, tales como las Dominicas de la Congregación de Santa Catalina de Siena de King William's Town, fundadas por la misionera alemana Mary Mauritia Tiefenböck en 1878, con la aprobación de James David Ricards, por entonces, vicario apostólico.

## Episcopologio
- Aidan Devereaux † (27 de diciembre de 1847-11 de febrero de 1854 falleció)
  - Michael Jones † (26 de septiembre de 1854-? renunció) (obispo electo)
  - Edward McCabe † (30 de enero de 1855-? renunció) (obispo electo)
- Patrick Moran † (19 de febrero de 1856-3 de diciembre de 1869 nombrado obispo de Dunedin)
- James David Ricards † (13 de enero de 1871-30 de noviembre de 1893 falleció)
- Pietro Strobino † (30 de noviembre de 1893 por sucesión-1 de octubre de 1896 falleció)
- Hugh McSherry † (1 de octubre de 1896 por sucesión-15 de diciembre de 1938 renunció[9])
- James Colbert † (13 de junio de 1939-9 de diciembre de 1948 renunció)
- Hugh Boyle † (9 de diciembre de 1948-18 de julio de 1954 nombrado obispo de Johannesburgo)
- Ernest Arthur Green † (19 de abril de 1955-27 de diciembre de 1970 renunció)
- John Patrick Murphy † (6 de mayo de 1972-21 de marzo de 1986 retirado)
- Michael Gower Coleman † (21 de marzo de 1986-20 de agosto de 2011 renunció)
  - James Brendan Deenihan (20 de agosto de 2011-2 de febrero de 2014) (administrador apostólico)
- Vincent Mduduzi Zungu, O.F.M., desde el 2 de febrero de 2014